# HMS Forte
L'HMS Forte è stato un incrociatore protetto britannico di classe Astraea, in servizio con la Royal Navy dal 1895 al 1913.

## Servizio
Il Forte venne costruito a partire dal 1891 nei cantieri navali Chatham Dockyard, venendo varato nel 1893 ed entrando in servizio due anni più tardi. Era armato con 11 cannoni e 4 postazioni lanciasiluri.
Durante la sua storia operativa partecipò alla seconda guerra boera, pattugliando le acque del Sudafrica tra il 1899 e il 1902. Nel 1909 partecipò sempre in Sudafrica alle ricerche del piroscafo scomparso Waratah, senza risultati. Venne infine radiato nel 1913 per essere avviato alla demolizione, in quanto la Royal Navy desiderava rimpiazzare le navi più vecchie e obsolete. L'HMS Forte fu l'unica nave di classe Astraea a non vedere la prima guerra mondiale, venendo demolita nei Paesi Bassi poco prima dello scoppio del conflitto.